# Kasteel Van Acker

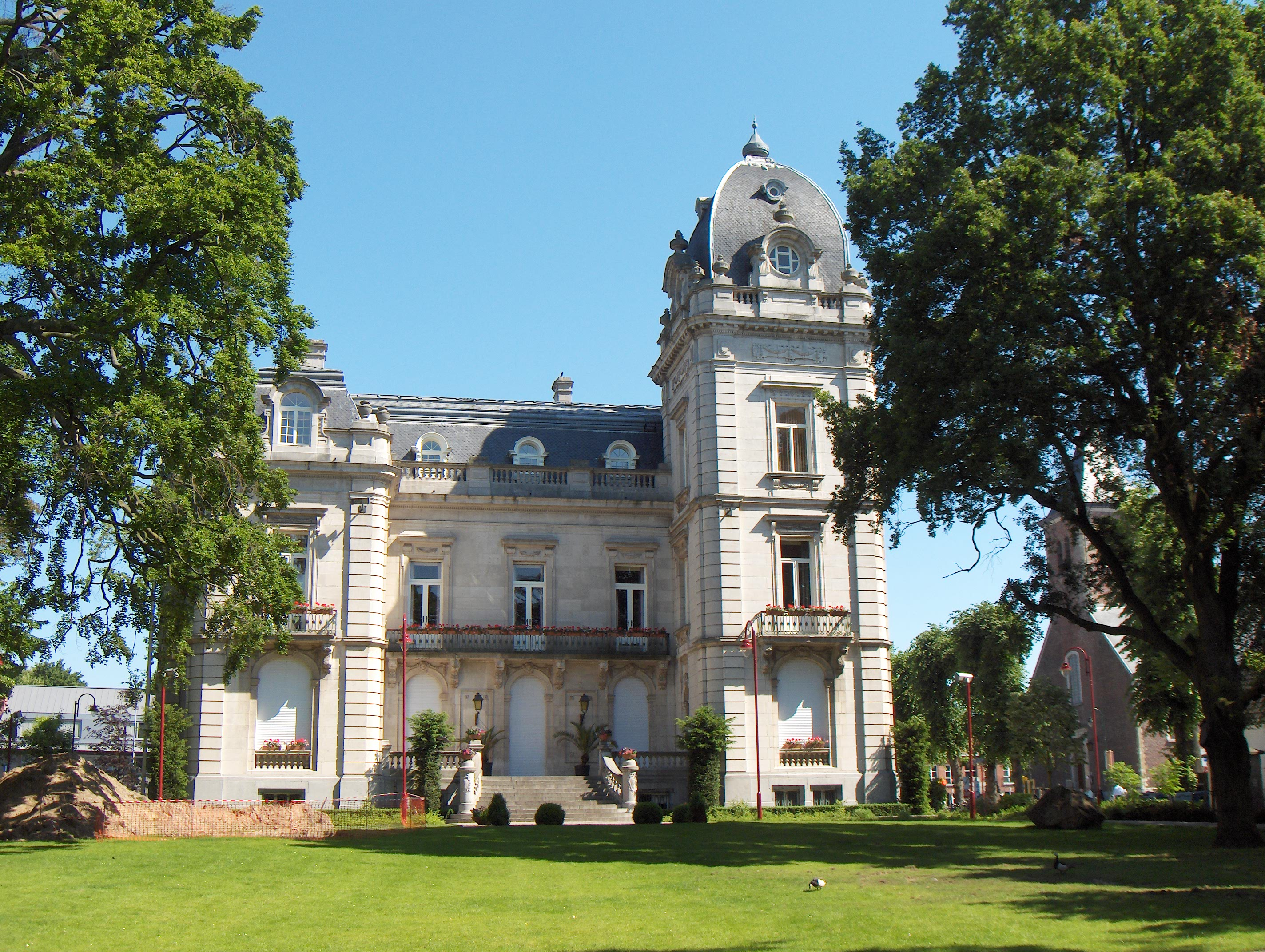
Kasteel Van Acker

Het Kasteel Van Acker is een kasteel in de Oost-Vlaamse plaats Destelbergen, gelegen aan de Dendermondesteenweg 430.

## Geschiedenis
Sinds de 1e helft van de 19e eeuw bevond zich hier een buitenplaats. Deze werd in 1898 gekocht door T. Libbrecht-Soupart die advocaat was en in de periode 1900-1924 ook burgemeester van Destelbergen. In 1913 liet hij het huidige kasteel bouwen naar ontwerp van Jozef De Bosscher, maar in 1914 overleed zijn vrouw en het kasteel bleef binnen onafgewerkt. In 1923 werd het verkocht aan M. Van Acker Herry en deze maakte het geschikt voor permanente bewoning. In 1974 kwam het kasteel in bezit van de gemeente Destelbergen en werd in gebruik genomen als gemeentehuis.

## Gebouw
Het kasteel is in neo Lodewijk XVI-stijl en werd gebouwd in witte Euvillesteen. De voorgevel is symmetrisch maar de torens die deze gevel flankeren zijn ongelijk van hoogte.
Het kasteel wordt omringd door een park van 5 ha. Aan de rand van het park vindt men het monument van Reynaert de Vos en Bruun de Beer, vervaardigd door Firmin De Vos in 1985.